# Suor Sorriso (film)
Suor Sorriso è un film biografico italiano del 2001 diretto da Roger Deutsch e interpretato da Ginevra Colonna nei panni di Sœur Sourire.